# 오르간
오르간(그리스어: όργανον, Organ)은 피아노와 비슷한 악기로, 건반 악기의 일종이다.오르간을 연주하는 사람을 오르가니스트라고 부른다.

## 종류

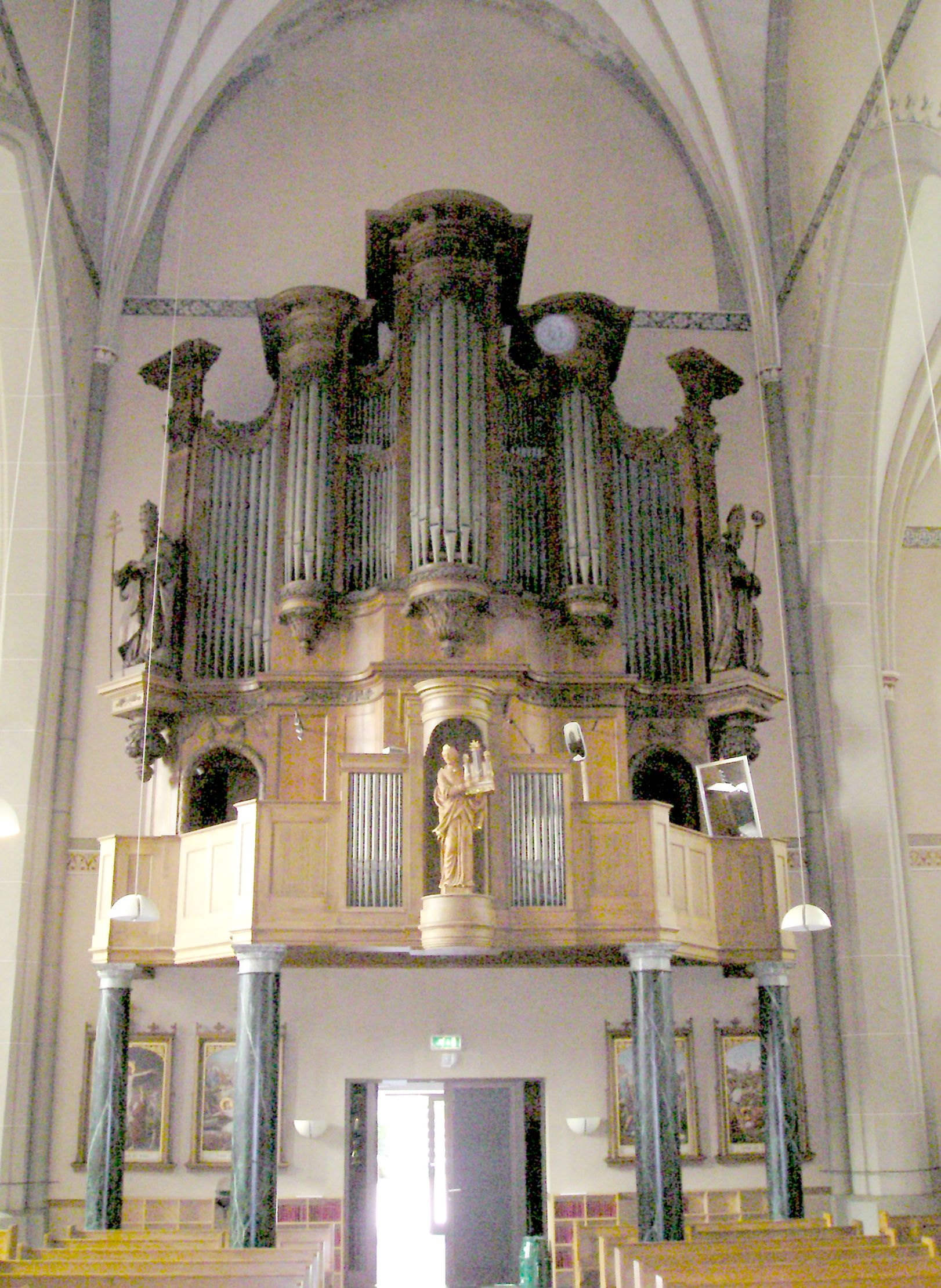
네덜란드에 있는 파이프 오르간.

- 파이프 오르간
- 리드 오르간

## 가톨릭 전례에서 오르간의 사용
가톨릭 미사 전례에서 오르간의 사용은 관련 전례 규정을 따라야 한다. 전례 거행에 가장 어울리는 악기는 오르간이다.
오르간은 전례에 쓰기 전에 '로마 예식서'에 제시된 예식에 따라 축복한다. 정확하게는, 《축복 예식서》, 〈제31장, 오르간(풍금)의 축복〉에 따라 축복한다.
미사에서 주례자가 하는 부분은 그 성격상 모든 이가 귀담아듣도록 크고 또렷하게 발음해야 하므로, 사제가 기도하거나 말하는 동안에는, 다른 기도나 노래를 하지 말고 오르간이나 다른 악기도 연주하지 말아야 한다.
"대림 시기에 오르간과 다른 악기를 연주하는 것은 이 시기의 특성에 맞게 절제하여, 예수 성탄 축제의 충만한 기쁨이 너무 일찍 드러나지 않게 한다.".
"사순 시기에는 오르간과 다른 악기는 노래 반주에만 쓸 수 있다. 그러나 즐거워하여라 주일(사순 제4주일), 대축일, 축일에는 예외다.".
성목요일 주님 만찬 미사 대영광송을 노래하는 동안 종을 친다. 이 노래가 끝나면 파스카 성야에 대영광송을 노래할 때까지 종을 치지 않는다. 마찬가지로 또한 이 시기에는(성목요일 주님 만찬 미사 대영광송 끝난 다음부터 파스카 성야 대영광송을 성대하게 노래하기 전까지는) 오르간과 다른 악기는 오직 노래 반주에만 쓸 수 있다. 노래 반주에만 쓸 수 있다는 말의 의미는: 오르간의 독주, 다른 악기와 함께 하는 합주 등은 파스카 성삼일의 전례 성격에 맞지 않아서 금지하지만, 노래의 반주라는 보조적인 역할은 수행하도록 허용된 것이다.